# تپه قلعه باشی
تپه قلعه باشی مربوط به سدهٔ ۶ و ۷ ه.ق است و در شهرستان ابهر، روستای الکریز واقع شده و این اثر در تاریخ ۱۹ اردیبهشت ۱۳۵۶ با شمارهٔ ثبت ۱۳۸۶ به‌عنوان یکی از آثار ملی ایران به ثبت رسیده‌است.